# Brobyggarna (roman)
Brobyggarna är en roman av Jan Guillou från 2011. Det är den första delen i romansviten Det stora århundradet som handlar om 1900-talet. 
Den handlar om åren 1900–1919, om första världskriget, järnvägsbyggande och kolonialism i Afrika. Den kretsar kring tre bröder från Norge. Brobyggarna utspelar sig mestadels i Norge och i  Östafrika, men en del av handlingen är förlagd till Tyskland.